# Приморски градски съвет
Приморският градски съвет (на украински: Приморська міська рада) e градски съвет в Приморски район, Запорожка област, Украйна.
В състава му са 4 селища с площ от 13 км2. Населението възлиза на 13 959 души през 2001 година. Административен център е град Приморск.

## Селища
- гр. Приморск – 12 860 души (2001 г.)
- с. Камишеватка – 526 души (2001 г.)
- сел. Подспоре – 458 души (2001 г.)
- сел. Набережно – 115 души (2001 г.)

## Местна власт
Приморският градски съвет е съставен от 30 члена. След изборите през 2010 година в местната управа влизат представители на следните партии:
- Партия на регионите – 13 места
- Силна Украйна – 5 места
- Комунистическа партия на Украйна – 4 места
- „Фронт Змін“ – 4 места
- Всеукраинско обединение „Отечество“ – 2 места
- Народна партия – 1 място
- Партия на пенсионерите в Украйна – 1 място